# Fauna local de Santa Rosa
La fauna local de Santa Rosa es compon dels animals descoberts al jaciment paleogen de Santa Rosa, a l'est del Perú. Resulta difícil determinar l'edat de la fauna de Santa Rosa, però podria datar de l'Eocè (Mustersà) o l'Oligocè (Deseadà).
S'hi han trobat aquestes espècies de mamífers:
- Ordre indeterminat[1]
  - Possiblement família Ferugliotheriidae (LACM 149371)
- Ordre Didelphimorphia (opòssums)[2]
  - cf. Família Herpetotheriidae
    - Gènere Rumiodon
      - Rumiodon inti
      - Rumiodon sp.
- Ordre Sparassodonta[2]
  - Família Hathliacynidae
    - Gènere Patene
      - Patene campbelli
- Ordre Polydolopimorphia[2]
  - Família Prepidolopidae
    - Gènere Incadolops
      - Incadolops ucayali

  - Família indeterminate
    - Gènere Hondonadia
      - Hondonadia pittmanae

    - Gènere Wamradolops
      - Wamradolops tsullodon
- Ordre Paucituberculata (opòssums rata)[2]
  - Família Caenolestidae
    - Gènere Perulestes
      - Perulestes cardichi
      - Perulestes fraileyi

  - cf. Família Palaeothentidae
    - Gènere Sasawatsu
      - Sasawatsu mahaynaq
- Ordre Microbiotheria (colocolo)[2]
  - Família Microbiotheriidae
    - Gènere Kirutherium
      - Kirutherium paititiensis
- Marsupialia, ordre i família indeterminats[2]
  - Gènere Kiruwamaq
    - Kiruwamaq chisu

  - Gènere Wirunodon
    - Wirunodon chanku
- Ordre Notoungulata[3]
  - Suborder Toxodontia
    - Família, gènere i espècie indeterminats (possiblement més d'una espècie)
    - cf. Família Notohippidae
      - Gènere i espècie indeterminats

  - Suborder Typotheria
    - Família Interatheriidae
      - Gènere i espècie indeterminats
- Ordre Rodentia (rosegadors)[4]
  - Família Erethizontidae (porcs espins del Nou Món)
    - Gènere Eopululo
      - Eopululo wigmorei

  - Família Agoutidae (agutís)
    - Gènere Eobrasinamys
      - Eobrasinamys riverai
      - Eobranisamys romeropittmanae

    - Gènere Eoincamys
      - Eoincamys ameghinoi
      - Eoincamys pascuali

    - Gènere Eopicure
      - Eopicure kraglievichi

    - Gènere i espècie indeterminats A
    - Gènere i espècie indeterminats B
    - Gènere i espècie indeterminats C

  - Família Echimyidae (spiny rats)
    - Gènere Eodelphomys
      - Eodelphomys almeidacomposi

    - Gènere Eoespina
      - Eoespina woodi

    - Gènere Eosachacui
      - Eosachacui lavocati

    - Gènere Eosallamys
      - Eosallamys paulacoutoi
      - Eosallamys simpsoni

    - Gènere i espècie indeterminats A
    - Gènere i espècie indeterminats B
    - Gènere i espècie indeterminats C
- Ordre Chiroptera (ratpenats)[5]
  - Família, gèneres, i espècie indeterminats